# Нове Азмеєво
Нове Азме́єво (рос. Новое Азмеево, башк. Яңы Әзмей) — присілок у складі Бакалинського району Башкортостану, Росія. Входить до складу Діяшевської сільської ради.
Населення — 77 осіб (2010; 92 у 2002).
Національний склад:
- татари — 54 %
- башкири — 45 %